# Copadichromis chizumuluensis
Copadichromis chizumuluensis es una especie de peces de la familia Cichlidae en el orden de los Perciformes.

## Distribución geográfica
Es un endemismo del lago Malaui (África Oriental).